# Rancho Santa Margarita
Rancho Santa Margarita, fundada en 2000, es una ciudad ubicada en el condado de Orange en el estado estadounidense de California. En el año 2004 tenía una población de 47 214 habitantes y una densidad poblacional de 1485,7 personas por km².

## Geografía
Rancho Santa Margarita se encuentra ubicada en las coordenadas 33°38′29″N 117°35′40″O / 33.64139, -117.59444. Según la Oficina del Censo, la ciudad tiene un área total de 31,9 km² (12,3 mi²), de la cual 31,8 km² (12,3 mi²) es tierra y 0 km² (0 mi²) (0,16 %) es agua.

### Localidades adyacentes
El siguiente diagrama muestra a las localidades en un radio de 16 kilómetros (9,94 mi):

## Demografía
Según la Oficina del Censo en 2007 los ingresos medios por hogar en la localidad eran de $95 061, y los ingresos medios por familia eran $110 799. Los hombres tenían unos ingresos medios de $61 314 frente a los $40 799 para las mujeres. La renta per cápita para la localidad era de $31 531. Alrededor del 2,9 % de la población estaban por debajo del umbral de pobreza.